# テペレナ
テペレナ（アルバニア語: Tepelenë, Tepelena）はアルバニアのジロカストラ州の基礎自治体と都市である。ヴョサ川の左岸に置かれる。テペデレンリ・アリー・パシャと関係がある。 2015年に旧基礎自治体のテペレナ、チェンダル・テペレナ、ロパスおよびクルヴェレシュが合体した。基礎自治体庁所在地はテペレナ市。2023年に基礎自治体の人口は6,761人であり、都市の人口は1,178人だった。
サッカークラブはFKテペレナである。